# Benone Sinulescu
Benone Sinulescu (* 24. Mai 1937 in Siriu, Kreis Buzău, Rumänien; † 18. November 2021 in Arad) war ein rumänischer Sänger.

## Karriere
Benone Sinulescu sang als Kind im Kirchenchor. Nach dem Abschluss der Grundschule in Siriu wurde er Solist der Schule in Pleșcoi. Bereits im Alter von 12 Jahren verfügte Benone über ein breites Repertoire und kannte die Lieder berühmter Künstlerinnen wie Ioana Radu, Maria Tănase und Maria Lătărețu. Während seiner Ausbildung an der Technischen Mittelschule in Buzău trat er bei der örtlichen Rundfunkstation auf. Nach seinem Abschluss zog er nach Bukarest, um die Aufnahmeprüfung an der Schule für Musik abzulegen, was ihm jedoch beim ersten Versuch nicht gelang. Später versuchte er es erneut und wurde in die Gesangsklasse von Elisabeta Moldoveanu aufgenommen. Später wurde er Mitglied des Orchesters „Barbu Lăutaru“ der Staatsphilharmonie „George Enescu“. Seinen Durchbruch hatte Sinulescu in den 1960er Jahren, als er unter dem rumänischen Label Electrecord  Vinylplatten veröffentlichte. Über die Jahre hinweg arbeitete er mit renommierten Künstlern der rumänischen Volksmusik zusammen, insbesondere mit Irina Loghin, Maria Lătărețu, Ioana Radu, Lucreția Ciobanu und Ion Cristoreanu. Nach der Wende 1989 öffnete sich Sinulescu neuen musikalischen Einflüssen und integrierte Elemente des Ethno-Dance in seine Musik. Er arbeitete mit der Band Ro-Mania zusammen und brachte so eine Mischung aus Tradition und modernen Einflüssen in seine Musik.

## Auszeichnungen
Im Laufe seiner Karriere erhielt Sinulescu zahlreiche Auszeichnungen, die seine künstlerische Bedeutung würdigten. 1967 wurde ihm der Kulturorden der Sozialistischen Republik Rumänien der IV. Klasse verliehen, in Anerkennung seiner Verdienste und seiner langen künstlerischen Tätigkeit.
2002 verlieh ihm der damalige Präsident Ion Iliescu die Nationale Treuekreuz des Dienstes der III. Klasse für seinen Beitrag zur Förderung der rumänischen Kultur. Zwei Jahre später, 2004, erhielt Sinulescu den Kulturorden im Rang eines Großoffiziers in der Kategorie D – „Kunst des Spektakels“ als Würdigung seines Engagements für die darstellende Kunst.

## Persönliches
Benone Sinulescu war seit 1983 mit Elena, einer Chemieingenieurin, verheiratet. Er lebte zuletzt zurückgezogen in Bârzava, widmete sich jedoch bis zu seinem Tod der Musik.

## Diskografie (Auswahl)
- 1967: Benone Sinulescu – Electrecord, Vinyl
- 1970: Pe Drumul Căruțelor (mit Irina Loghin) – Electrecord, Vinyl
- 1974: Rămâi, Mândruțo, Cu Bine (mit Irina Loghin) – Electrecord, Vinyl
- 1981: Cîntece Populare Și De Voie Bună (mit der Gheorghe Zamfir-Orchester) – Electrecord, Vinyl
- 1992: Domnul Nostru-i Dumnezeu (Cîntări Creștine Și Colinde De Crăciun) – Eurostar, CD
- 2003: Bennymania – Cat Music, CD
- 2011: Tinerețe Trecătoare – Eurostar, CD